# KJ Cerankowski
KJ Cerankowski (anteriormente publicado como Karli June Cerankowski) é um professor e autor americano cujo trabalho se concentra em gênero e sexualidade humana com foco em estudos de assexualidade. É professor assistente de Estudos Comparativos Americanos e Estudos de Gênero, Sexualidade e Feministas no Oberlin College. Com Megan Milks, ele coeditou Asexualities: Feminist and Queer Perspectives (Routledge, 2014).

## Educação e carreira
Cerankowski recebeu um Ph.D. em Pensamento Moderno e Literatura na Universidade de Stanford em 2014; ele completou uma dissertação intitulada Ilegível: assexualidades na mídia, literatura e performance analisando o significado cultural da assexualidade como "uma maneira queer de pensar sobre subjetividade sexual, desejo e intimidade".
Cerankowski é professor assistente de Estudos Comparativos Americanos e Estudos de Gênero, Sexualidade e Feministas no Oberlin College. Antes de ingressar no corpo docente da Oberlin, foi professor no departamento de estudos feministas, de gênero e sexualidade da Universidade de Stanford e bolsistas do Clayman Institute for Gender Research.

## Trabalhos selecionados
Com Megan Milks, Cerankowski co-editou Asexualities: Feminist and Queer Perspectives (Routledge, 2014), uma das primeiras coleções de ensaios sobre o estudo da assexualidade.
Os escritos de Cerankowski foram publicados em Feminist Studies e WSQ: Women's Studies Quarterly.